# Peacockシアター
Peacockシアター（ピーコックシアター、Peacock Theater、旧称ノキア・シアター→マイクロソフト・シアター）はアメリカ・ロサンゼルスダウンタウンにあるL.A.ライブ内にある最大級の屋内劇場。最大7100名収容。

## 概要

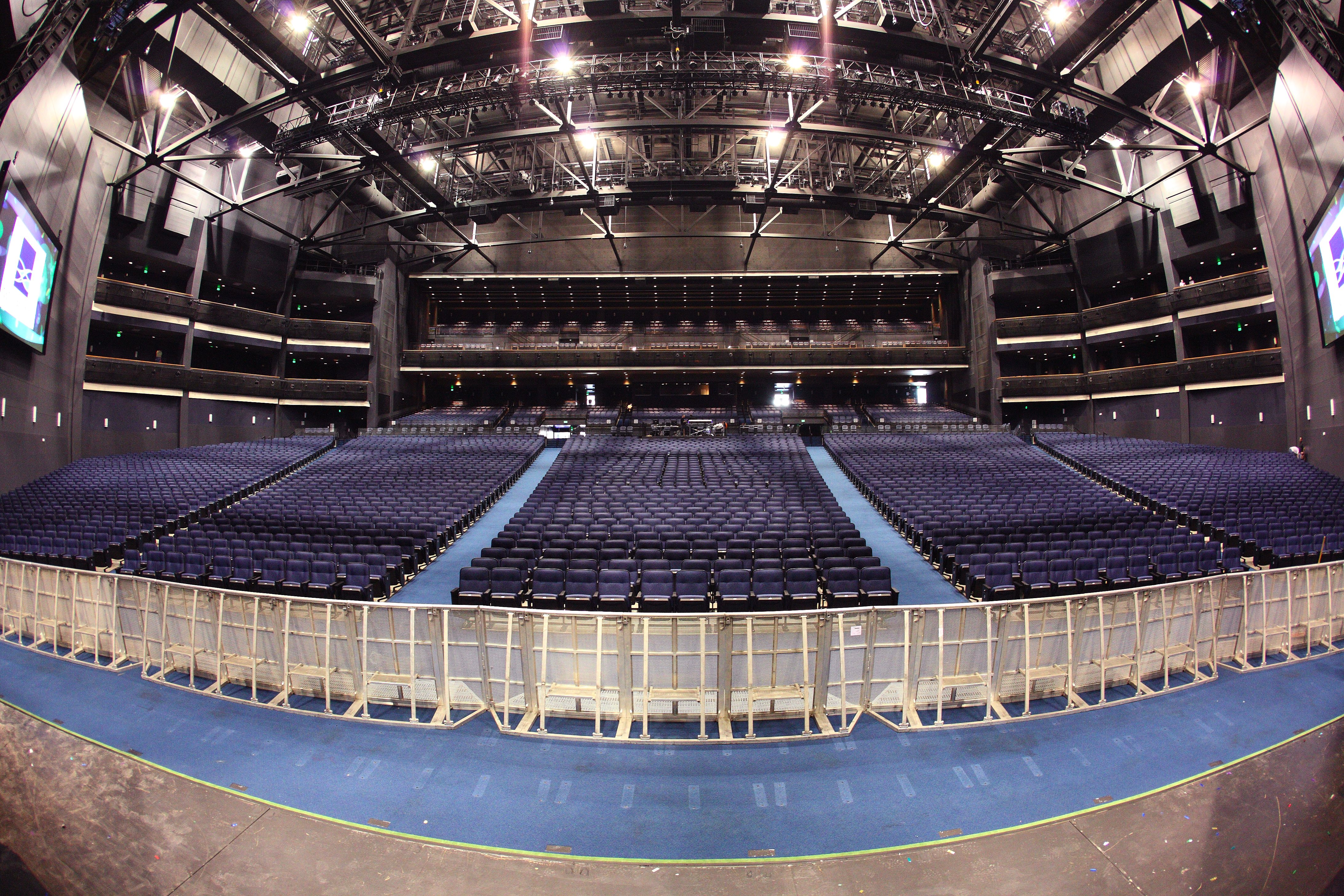
ステージからの内部の眺め（2007年10月撮影）

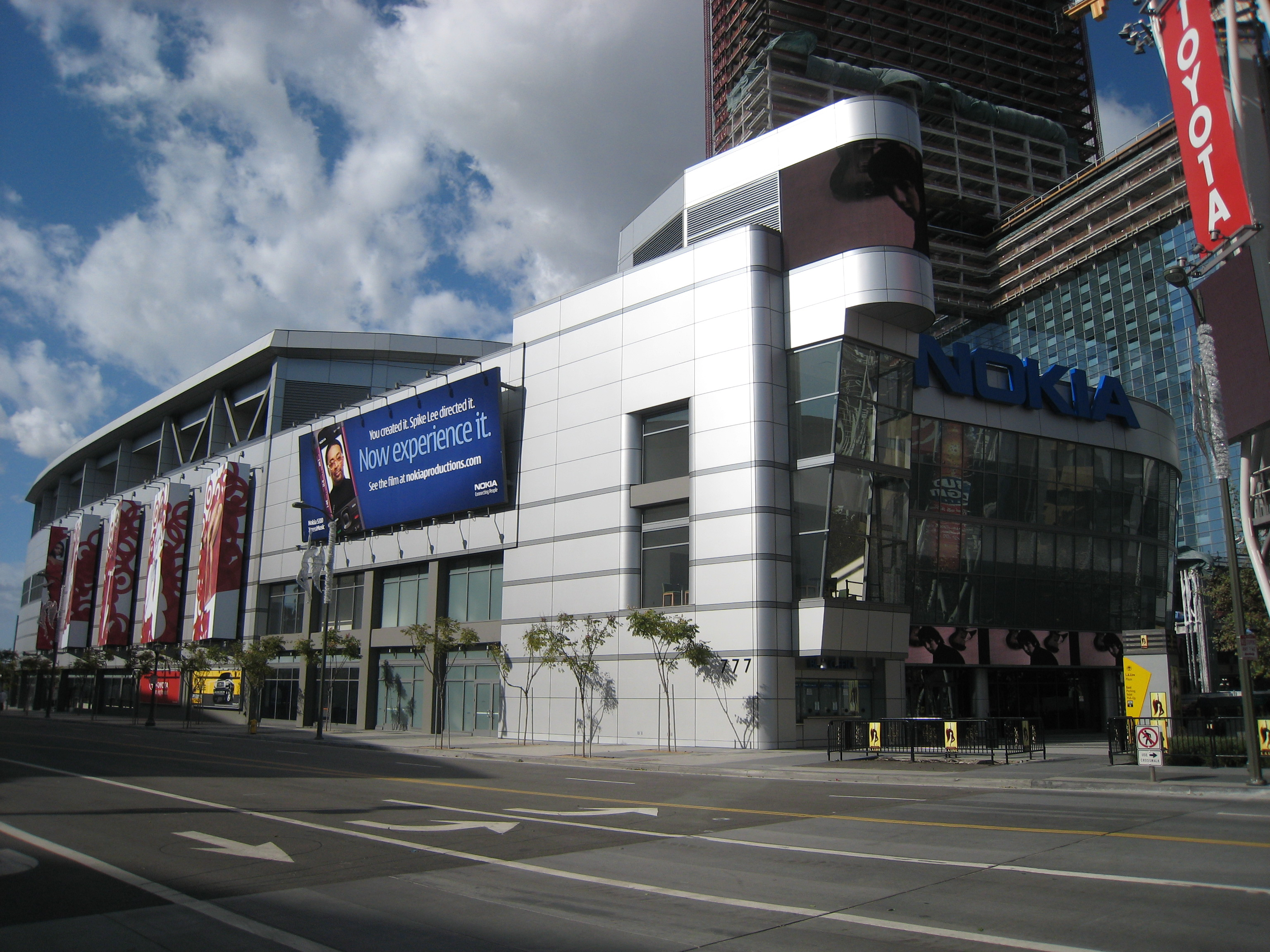
2008年のシアター

同劇場は2002年にAEGの委託を受けカリフォルニア州バークレーのELSアーキテクチャー・アンド・アーバン・デザインにより設計された。
2007年10月18日にオープンし、イーグルスとディクシー・チックスのコンサート6daysでこけら落とし。
2008年からプライムタイム・エミー賞授賞式（ステイプルズ・センターで行われた2020年除く）が当地で行われている他、『アメリカン・アイドル』決戦大会（FOX版）アメリカン・ミュージック・アワード、ESPY賞、The Game AwardsなどのTV番組収録アワードショーなど、数多くのイベントやコンサートが開催されている。LA28オリンピックではウエイトリフティング競技の会場として使用される予定。なお、IOC（国際オリンピック委員会）主催・主管の国際試合・大会においては、クリーンスタジアム規定（命名権名称使用禁止規定）が適用され、主催団体による制限区域となるため、シアターダウンタウンと呼ばれる。

## 命名権
当初はフィンランドに本社を置く携帯電話メーカーノキアが取得しノキア・シアターと名付けた。しかしマイクロソフトが同社を買収したことにより2014年にマイクロソフト・シアターとなった。
2023年6月15日、NBCユニバーサル系のOTTサービスPeacockが新たに取得し現名称となった。なお大阪ユニバーサル・スタジオ・ジャパンにあるピーコック・シアターとは無関係で、NBCの孔雀のロゴを使用している。